# 土建屋よしゆき
土建屋 よしゆき（どけんや よしゆき、本名：廣部 吉行、1955年〈昭和30年〉10月25日 - 2014年〈平成26年〉7月31日）は、京都府京都市伏見区に在住し、主に関西で活動していたタレント。
所属事務所はオフィスとんで。

## 概要
- 本業は“土建屋（土木建設業）”の大型重機オペレーターであり、土建屋の格好をしているのが特徴。島田紳助とは学生時代からの同級生で、その縁で一時期は紳助の番組に多数出演していた。趣味はモータースポーツ全般。
- 島田紳助が監督した鈴鹿8耐のレーシングチーム「チーム・シンスケ」ではピットクルーとして活躍。『紳助の人間マンダラ』（関西テレビ）出演時には番組からマレーシアを横断する国際格式のラリー「アジアクロスカントリーラリー」に長原成樹をナビに出場し、3位表彰台の実力を発揮する。他にも、スーパー耐久にてエンドレスとコラボし、社員ドライバーである藤村満男とコンビを組んで、1998年の第6戦ツインリンクもてぎに出場、クラス11位完走を果たした。免許は大型自動車、大型二輪、大型特殊、土木関係一式、4級船舶、PADIなどを取得。気のおけない仲間たちと「チーム土建屋あほなおっさんブラザース」というツーリングチームを結成し、リーダーとして毎年、春から秋の好天に限りバイクツーリングを楽しんでいた。過去最大74台を引き連れての壮大なツーリングを敢行したこともある。
- 『紳助の人間マンダラ』では、競艇、ウェークボード、ミニバイク、カート、スノーボードといったスポーツを何でもこなし、紳助より“スーパー40歳”の称号を受けた。また、同番組において、「廣部 吉行と六甲アイランズ」というコーラスグループを結成し、紳助作詞、高原兄作曲のCD「大阪の女」を発売。
- 一時期、仕事を巡って紳助と確執を起こしたため、一旦関係が断たれたが、その後、友人関係などは修復している。2009年の『FNS26時間テレビ』（フジテレビ）内の『笑っていいとも!増刊号スペシャル』のコーナー「テレフォンショッキング」に紳助がゲスト出演した際には、花を贈っているが、飾られたのはスタジオ内ではなく、ロビーだった。
- 2008年9月に原因不明の大病である抗リン脂質抗体症候群を患い、一時は生死の境を彷徨うほどの重体だったが奇跡の復活を遂げ、『Like a Wind』（サンテレビ）に出演し、元気な姿を見せていた。その後、京都の病院で療養していたが、2014年7月31日午前11時46分に肝不全のため死去[2][3]。58歳没。8月3日に行われた通夜には紳助も参列し、8月4日の葬儀・告別式にはオール巨人ら約200人が参列した。

### エピソード
- 酒が全く飲めない。
- 子供を動物園に連れて行った際に、間違った動物の名前を子供に刷り込み覚えさせて、妻と喧嘩になったことがある。

## 出演

### テレビ番組
- クイズ!紳助くん （朝日放送）元パネラー
- LALAバイク パラダイス （テレビ大阪）
- 紳助の人間マンダラ （関西テレビ）元レギュラー
- 紳助の狼が来たーッ!（よみうりテレビ、1992年 - 1993年）レギュラー
- Like a Wind （サンテレビ）
- スローライダー （京都チャンネル、2005年4月 - 9月）

### ラジオ番組
- MBSヤングタウン木曜日（MBSラジオ）[1]
- 島田紳助のスーパーギャング　（TBSラジオ）不定期ゲスト

### CM
- オウミ住宅（一旦終了後、リメイクされてOA中）
- ゴルフキッズ （京滋地区・2005年5月 - ）